# Grand Prix de Fourmies 1996
La 64e édition du Grand Prix de Fourmies a eu lieu le 15 septembre 1996. Elle a été remportée par l'Italien Michele Bartoli.

## Classement final
Michele Bartoli remporte la course en parcourant les 210 kilomètres en 4 h 42 à la vitesse moyenne de 44,681 km/h.
| \| Classement général \| Classement général \| Classement général \| Classement général \| Classement général \| \| Coureur \| Coureur \| Pays \| Équipe \| Temps \| \| ------------------ \| ------------------- \| ------------------ \| ---------------------------- \| ------------------ \| \| 1er \| Michele Bartoli \| Italie \| MG Boys Maglificio-Technogym \| 4 h 42 min 00 s \| \| 2e \| Frank Vandenbroucke \| Belgique \| Mapei-GB \| + 0 s \| \| 3e \| Claudio Chiappucci \| Italie \| Carrera Jeans \| + 0 s \| \| 4e \| Andreï Tchmil \| Ukraine \| Lotto-Isoglass \| + 0 s \| \| 5e \| Claudio Camin \| Italie \| Brescialat-Verynet \| + 1 min 53 s \| \| 6e \| Franco Ballerini \| Italie \| Mapei-GB \| + 1 min 53 s \| \| 7e \| Massimo Podenzana \| Italie \| Carrera Jeans \| + 1 min 53 s \| \| 8e \| Nicolas Jalabert \| France \| Mutuelle de Seine-et-Marne \| + 4 min 14 s \| \| 9e \| Johan Capiot \| Belgique \| Collstrop-Lystex \| + 4 min 14 s \| \| 10e \| Stefano Checchin \| Italie \| Carrera Jeans \| + 4 min 14 s \| |                     |          |                              |                 |
| |                     |          |                              |                 |
| Source : Cycling Archives |                     |          |                              |                 |
| Classement général |                     |          |                              |                 |
| Coureur | Coureur             | Pays     | Équipe                       | Temps           |
| 1er | Michele Bartoli     | Italie   | MG Boys Maglificio-Technogym | 4 h 42 min 00 s |
| 2e | Frank Vandenbroucke | Belgique | Mapei-GB                     | + 0 s           |
| 3e | Claudio Chiappucci  | Italie   | Carrera Jeans                | + 0 s           |
| 4e | Andreï Tchmil       | Ukraine  | Lotto-Isoglass               | + 0 s           |
| 5e | Claudio Camin       | Italie   | Brescialat-Verynet           | + 1 min 53 s    |
| 6e | Franco Ballerini    | Italie   | Mapei-GB                     | + 1 min 53 s    |
| 7e | Massimo Podenzana   | Italie   | Carrera Jeans                | + 1 min 53 s    |
| 8e | Nicolas Jalabert    | France   | Mutuelle de Seine-et-Marne   | + 4 min 14 s    |
| 9e | Johan Capiot        | Belgique | Collstrop-Lystex             | + 4 min 14 s    |
| 10e | Stefano Checchin    | Italie   | Carrera Jeans                | + 4 min 14 s    |